# Bolobo (territorium)
Bolobo är ett territorium i Kongo-Kinshasa. Det ligger i provinsen Mai-Ndombe, i den västra delen av landet, 220 km nordost om huvudstaden Kinshasa.